# Parentis-en-Born
Parentis-en-Born je francouzské město v departementu Landes v Akvitánii.

## Poloha
Městečko leží v centru největšího evropského lesa Landes, 80 kilometrů jižně od Bordeaux, na břehu jezera Lac de Biscarrosse.

## Demografie
Počet obyvatel

## Památky
- kostel Saint Pierre z 15. století, třílodní kostel s hlavním oltářem z roku 1865 z italského mramoru
- muzeum ropy

## Ekonomie
Na území obce jsou největší naleziště ropy ve Francii, objevené roku 1954.